# Lijst van burgemeesters van West Betuwe
Dit is een lijst van burgemeesters van de Nederlandse gemeente West Betuwe in de provincie Gelderland sinds haar stichting op 1 januari 2019.
| Ambtsperiode | Naam burgemeester         | Partij of stroming | Bijzonderheden |
| ------------ | ------------------------- | ------------------ | -------------- |
| 2019         | Harry (H.W.C.G) Keereweer | PvdA               | waarnemend     |
| 2019 - heden | Servaas (S.) Stoop        | SGP                |                |